# Friederike Holzapfel
Friederike „Freddy“ Holzapfel, geborene Lippold (* 26. August 1978 in Lutherstadt Wittenberg) ist eine deutsche Radio- und Fernsehmoderatorin.

## Leben
In ihrer Kindheit hat Holzapfel elf Jahre im Kirchenchor gesungen und hat über sieben Jahre eine Ausbildung im Jazzdance absolviert. Diese schloss sie mit einer Prüfung ab und ist so berechtigt, auch Trainerin zu sein. Nach ihrem Abitur wollte sie in Leipzig Journalistik studieren, bestand jedoch nur die schriftliche Aufnahmeprüfung, nicht die mündliche. Um zum Studium zugelassen zu werden, benötigte sie ein Praktikum, weshalb sich Holzapfel bei Radio PSR und Energy Sachsen bewarb. Als Praktikantin saß sie an der Hotline, machte den Service und war für Straßenumfragen unterwegs. Als eines Tages alle krank waren, durfte sie ans Mikrofon, verlas Veranstaltungstipps und später Prominews. Zu ihrer ersten eigenen Radiosendung kam sie durch Rik De Lisle, Berater bei Energy Sachsen, der Holzapfel als Frontfrau einer neuen Morningshow auserkoren hatte und ihr auch den Namen „Freddy“ verpasste. Unter dem Motto Abends Party, morgens Freddy moderierte Holzapfel ab 7. Juli 2000 bis zum Sommer 2009 bei Radio Energy Sachsen von 6 bis 10 Uhr die Morningshow Knallwach mit Freddy. Als sie ihr erstes Kind erwartete, gab sie die Morningshow im Sommer 2009 ab.
Parallel zum Radio sammelte Holzapfel auch beim MDR Fernseherfahrungen, etwa in der Sendung Umschau. Zudem moderierte sie auch auf der Bühne verschiedene Veranstaltungen. Neben der Tätigkeit als Moderatorin studierte sie an der Akademie für Marketing und Kommunikation in Leipzig und schloss das Studium als Diplom-Kommunikationswirtin ab. Nachdem sie bei Radio Energy Sachsen aufhörte, moderierte sie zusammen mit Stefan Große sieben Jahre lang, bis zum 13. August 2018, Die Große Holzapfel-Show bei Radio PSR. Wenige Wochen später wurde bekannt, dass sie einen Hörsturz erlitten hatte und sich ausgebrannt fühlte.
Seit Dezember 2018 ist Holzapfel auf dem digitalen Radiokanal MDR Tweens zur hören, wo sie mittwochs die einstündige Sendung Die Hobbyisten moderiert. Seit Januar 2019 moderiert sie Freddys Welt beim Radio SAW in Magdeburg.

## Privates
Friederike Holzapfel wuchs als Tochter von Gunter Lippold, einem Facharzt für Orthopädie und Sportmedizin, und Angelika Lippold in der Kurstadt Bad Düben auf. Sie ist die Schwester der Fernsehproduzentin Henriette Lippold.
Am 24. Oktober 2009 heiratete sie auf Schloss Burgk in Freital den vier Jahre älteren Kameramann Tilo Holzapfel. Ihr gemeinsamer Sohn wurde 2009, eine Tochter 2013 geboren. Holzapfel wohnt mit ihrer Familie in Leipzig.

## Auszeichnungen
- 2007 „Mitteldeutscher Hörfunkpreis“ für die beste Moderation